# A Casa Assassinada
A Casa Assassinada é um filme brasileiro de 1971, do gênero drama, dirigido por Paulo Cesar Saraceni. O próprio Paulo adaptou o roteiro, baseado no livro Crônica da casa assassinada, de Lúcio Cardoso.
Recebeu diversos prêmios no Troféu APCA, no primeiro Festival de Gramado e no Festival de Brasília. A trilha sonora é de Antônio Carlos Jobim.

## Sinopse
A ruína econômica de uma família tradicional do sul de Minas Gerais dá forma a sua hipocrisia com a chegada de uma mulher que enfrenta todo o grupo para preservar a própria dignidade.

## Elenco
O elenco é composto por:
- Norma Bengell como Nina
- Carlos Kroeber como Timóteo
- Nelson Dantas como Demétrio
- Leina Krespi como Betty
- Tetê Medina como Ana

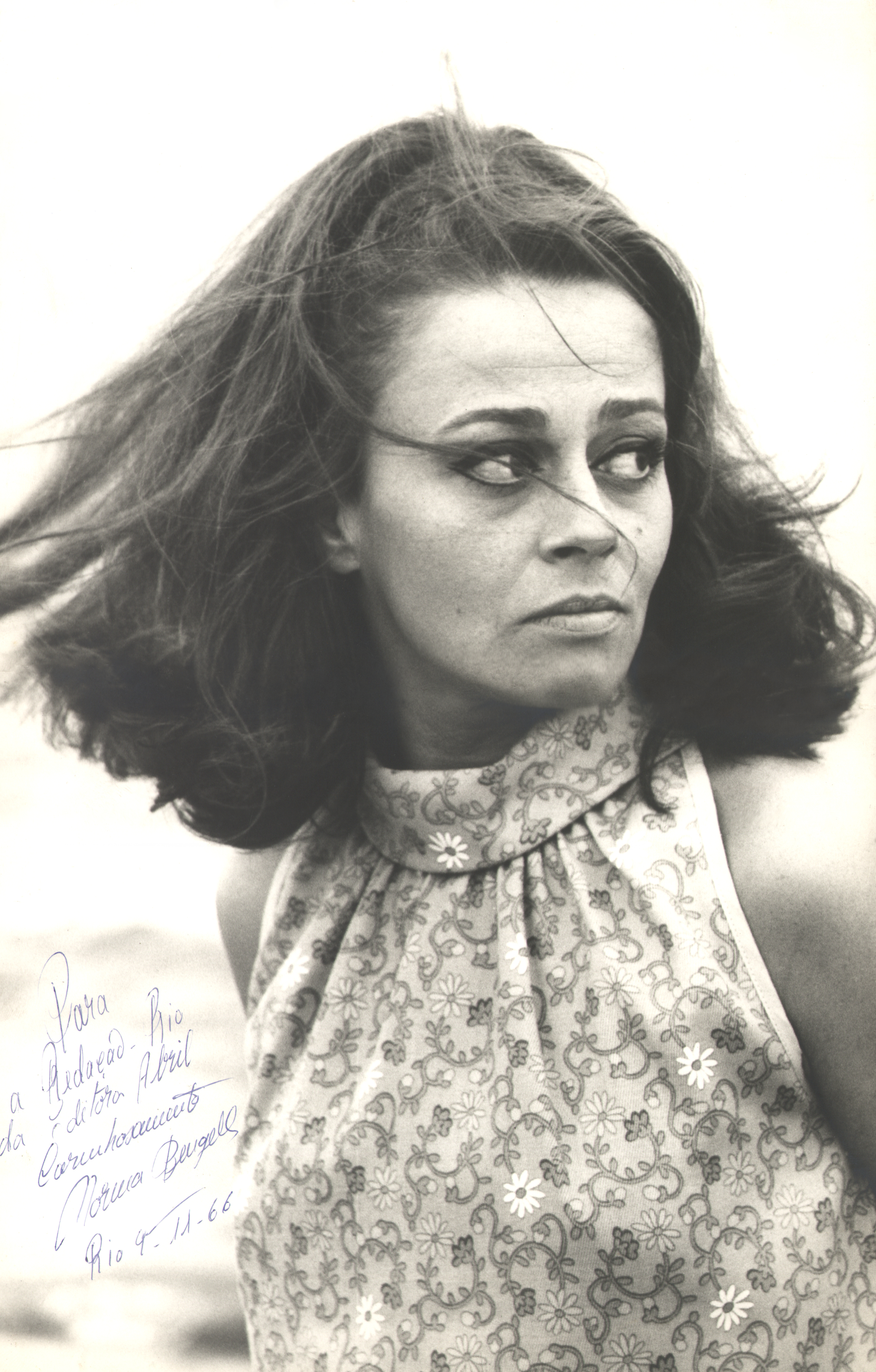
Norma Bengell interpretou a personagem Nina

- Augusto Rodrigues como Lourenço como André/Alberto
- Rubens de Araújo como Valdo
- Joseph Guerreiro como Padre Justino
- Nuno Veloso como médico

## Produção

### Filmagens
As filmagens ocorreram em Valença, Rio de Janeiro, na Casa Léa Pentagna.

### Trilha sonora

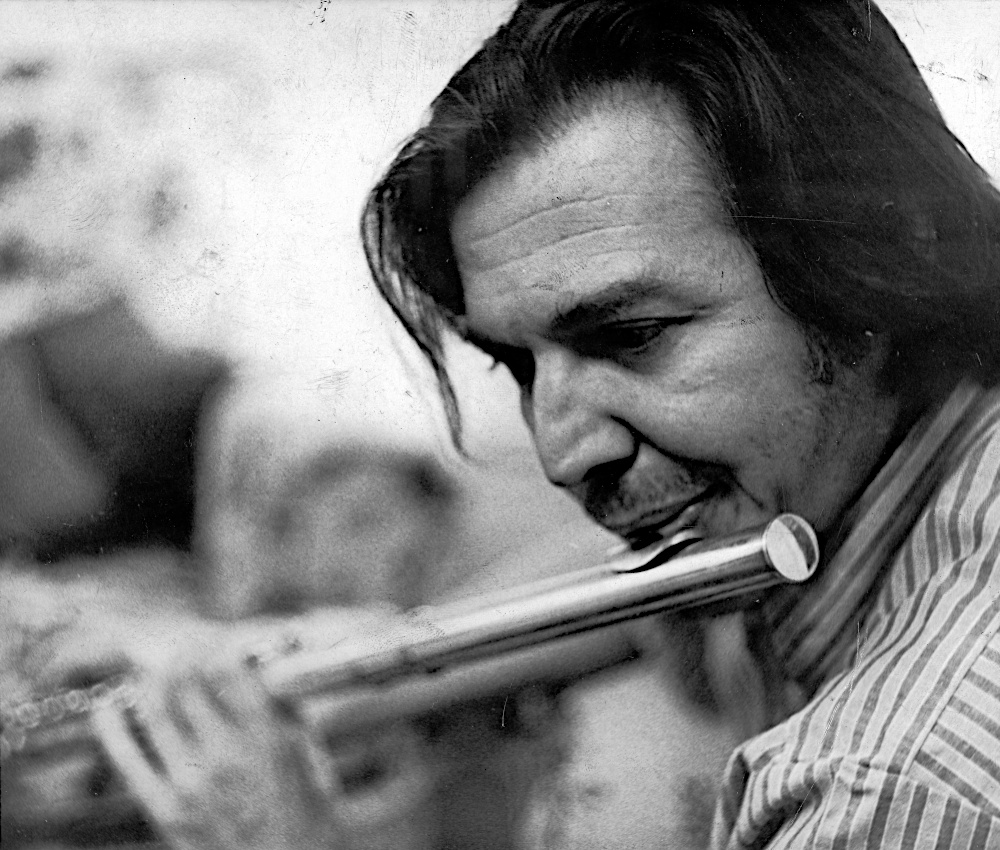
Tom Jobim responsável pela trilha sonora

Toda a trilha sonora foi composta especialmente para o filme pelo músico Antônio Carlos Jobim.

## Prêmios e indicações

Paulo Cezar Saraceni dirigiu e adaptou o roteiro do filme.

O filme foi prestigiado e indicado a diversos prêmios, entre eles:
- Festival de Brasília (1971)

Venceu nas categorias de melhor filme, melhor ator (Carlos Kroeber), melhor diretor, melhor montagem e melhor trilha sonora.
- Prêmio Governador do Estado de São Paulo (1971)

Venceu na categoria Melhor Música.
- Prêmio Coruja de Ouro (1971)

Venceu nas categorias melhor ator secundário e melhor composição.
- Festival do Panamá (1971)

Venceu nas categorias melhor roteiro e melhor Atriz coadjuvante.
- Prêmio Air France de Cinema (1972)

Venceu na categoria melhor ator.
- Troféu APCA (1972)

Venceu nas categorias de melhor diretor, melhor ator (Carlos Kroeber), melhor atriz (Norma Bengell), melhor diretor de fotografia e melhor atriz coadjuvante (Tetê Medina).
- Festival de Gramado (1973)

Venceu nas categorias de melhor ator (Carlos Kroeber) e melhor trilha sonora. Também Indicado na categoria de melhor filme.